# AC Ajaccio
Atlethic Club Ajaccien of AC Ajaccio is een Franse voetbalclub uit de stad Ajaccio op het eiland Corsica. De club werd opgericht in 1910 en is een van de hoogst geklasseerde clubs van Corsica. Het team heeft in het Stade François Coty zijn thuisbasis. De clubkleuren zijn rood met wit. De grote rivaal van AC Ajaccio is de Corsicaanse club SC Bastia.

## Geschiedenis
De club werd opgericht in 1910. Tot de jaren zestig hadden de clubs uit Corsica weinig te betekenen en bestond er een grote rivaliteit met SC Bastia en stadsrivaal FC Ajaccio, het latere Gazélec Ajaccio. In 1965 was AC de eerste Corsicaanse club die erin slaagde om te promoveren naar de Divison 2, SEC Bastia zou een jaar later volgen. Na twee seizoenen werd de club kampioen, met twee punten voorsprong op Metz en Bastia. A.C.A. werd hierdoor ook de eerste Corsicaanse club in de hoogste klasse; opnieuw zou Bastia slechts één jaar later volgen. In het eerste seizoen bij de elite werd de club negende. De volgende twee seizoenen ontsnapte de club net aan degradatie en in 1970/71 werd de club zesde, de beste prestatie in de clubgeschiedenis. Hierna ging het bergaf en twee jaar later degradeerde de club.
Na twee seizoenen belandde de club opnieuw in de DH Corse en speelde de volgende twintig jaar in de schaduw van Gazélec. In 1994 begon de club aan een opmars en met enkele titels op rij promoveerde de club in 1998 naar de Division 2. Dit zou een mokerslag worden voor Gazélec. Een jaar later eindigde Gazélec op een promotieplaats maar mocht niet promoveren door een regel van de Franse voetbalbond die voorschreef dat een stad met minder dan 100.000 inwoners geen twee profclubs in dezelfde divisie mag hebben. Gazélec mocht niet promoveren en AC werd opnieuw de topclub van Ajaccio. In 2002 werd AC kampioen en promoveerde na bijna dertig jaar terug naar de hoogste klasse. De club speelde vier seizoenen op rij in de Ligue 1, maar eindigde altijd in de lagere middenmoot. Op het einde van het seizoen 2005/06 eindigde Ajaccio op een degradatieplaats en degradeerde terug naar de Ligue 2. In het seizoen 2010/11 eindigde de club op de tweede plaats in de Ligue 2, waardoor het terug naar de Ligue 1 promoveerde. Na twee seizoenen boven de degradatiezone kon de club deze niet meer afwenden in 2013/14. Het duurde acht jaar vooraleer de club, voor één seizoen, kon terugkeren naar de Ligue 1. 
Na 3 jaar in de Ligue 1, zakte Ajaccio terug naar de Ligue 2, waar het, met uitzondering van 1 korte terugkeer naar de Ligue 1 in 2022, verder speelde tot seizoen 2024-25.
In dat seizoen 2024-25 eindigde de club 12e, maar werd gedegradeerd naar de Régional 1 (Niveau 6) wegens het niet nakomen van de financiële verplichtingen.   

## Erelijst
- Kampioen Ligue 2 (2x)

1967, 2002
- Kampioen Championnat National (1x)

1998.
- Corsicaans kampioenschap (9x)

1920, 1921, 1934, 1939, 1948, 1950, 1955, 1964, 1994.

## Eindklasseringen
- 1965 3e
Niveau 3
- 1966 15e
Division Interrégionale
- 1967 1e
Division Interrégionale
- 1968 9e
Division Nationale
- 1969 16e
Division Nationale
- 1970 16e
Division Nationale
- 1971 6e
Division Nationale
- 1972 13e
Division Nationale
- 1973 20e
Division 1
- 1974 7e
Division 2
- 1975 18e
Niveau 4
- 1976 9e
Niveau 4
- 1977 6e
Niveau 4
- 1978 3e
Niveau 4
- 1979 8e
Niveau 5
- 1980 11e
Niveau 5
- 1981
Niveau 6
- 1982
Niveau 6
- 1983
Niveau 6
- 1984
Niveau 6
- 1985
Niveau 6
- 1986
Niveau 6
- 1987
Niveau 6
- 1988
Niveau 6
- 1989 1e
Niveau 6
- 1990 12e
Niveau 5
- 1991
Niveau 6
- 1992
Niveau 6
- 1993 1e
Niveau 6
- 1994 1e
Niveau 6
- 1995 6e
National 3
- 1996 1e
National 3
- 1997 1e
National 2
- 1998 1e
National
- 1999 9e
Division 2
- 2000 7e
Division 2
- 2001 12e
Division 2
- 2002 1e
Division 2
- 2003 17e
Ligue 1
- 2004 15e
Ligue 1
- 2005 14e
Ligue 1
- 2006 18e
Ligue 1
- 2007 12e
Ligue 2
- 2008 9e
Ligue 2
- 2009 16e
Ligue 2
- 2010 13e
Ligue 2
- 2011 2e
Ligue 2
- 2012 16e
Ligue 1
- 2013 17e
Ligue 1
- 2014 20e
Ligue 1
- 2015 17e
Ligue 2
- 2016 17e
Ligue 2
- 2017 11e
Ligue 2
- 2018 3e
Ligue 2
- 2019 17e
Ligue 2
- 2020 3e
Ligue 2
- 2021 13e
Ligue 2
- 2022 2e
Ligue 2
- 2023 18e
Ligue 1
- 2024 15e
Ligue 2
- 2025 12e
Ligue 2

- Niveau 1
- Niveau 2
- Niveau 3
- Niveau 4
- Niveau 5
- Niveau 6

| Seizoen   | №  | Clubs | Divisie | Duels | Winst | Gelijk | Verlies | Doelsaldo | Punten | Tsch  |
| --------- | -- | ----- | ------- | ----- | ----- | ------ | ------- | --------- | ------ | ----- |
| 2008–2009 | 16 | 20    | Ligue 2 | 38    | 11    | 11     | 16      | 44–56     | 44     | 2.282 |
| 2009–2010 | 13 | 20    | Ligue 2 | 38    | 13    | 9      | 16      | 41–42     | 48     | 2.235 |
| 2010–2011 | 2  | 20    | Ligue 2 | 38    | 17    | 13     | 8       | 45–37     | 64     | 3.422 |
| 2011–2012 | 16 | 20    | Ligue 1 | 38    | 9     | 14     | 15      | 40–61     | 41     | 6.338 |
| 2012–2013 | 17 | 20    | Ligue 1 | 38    | 9     | 15     | 14      | 39–51     | 40     | 6.801 |
| 2013–2014 | 20 | 20    | Ligue 1 | 38    | 4     | 11     | 23      | 37–72     | 23     | 5.965 |
| 2014–2015 | 17 | 20    | Ligue 2 | 38    | 9     | 14     | 15      | 32–42     | 41     | 4.182 |
| 2015–2016 | 17 | 20    | Ligue 2 | 38    | 9     | 15     | 14      | 34–42     | 42     | 3.322 |
| 2016–2017 | 11 | 20    | Ligue 2 | 38    | 13    | 9      | 16      | 47–58     | 48     | 2.624 |
| 2017–2018 | 3  | 20    | Ligue 2 | 38    | 20    | 8      | 10      | 62–43     | 68     | 3.421 |
| 2018–2019 | 17 | 20    | Ligue 2 | 38    | 9     | 13     | 6       | 29-45     | 40     | 2.651 |
| 2019–2020 | 3  | 20    | Ligue 2 | 28    | 17    | 3      | 8       | 45-25     | 54     | 3.030 |

## Bekende (oud-)spelers
- Benjamin André
- Dominique Baratelli
- Laurent Bonnart
- Claude Leroy
- Benoît Pedretti
- Etienne Sansonetti
- Marius Trésor

- Brandon Deville
- Martin Kolář
- François M'Pelé
- Adrian Mutu
- Guillermo Ochoa
- Dado Pršo
- Oualid Regragui

- Laurent Wuillot

## Trainer-coaches
- Bijgewerkt tot en met 14 april 2021

| Naam               | Geboren    | Aangesteld | Vertrokken | D   | W  | G  | V  |
| ------------------ | ---------- | ---------- | ---------- | --- | -- | -- | -- |
| Olivier Pantaloni  | 13.12.1966 | 06.11.2014 |            | 191 | 61 | 53 | 77 |
| Thierry Debès      | 13.01.1974 | 18.10.2014 | 06.11.2014 | 2   | 1  | 0  | 1  |
| Christian Bracconi | 25.11.1960 | 03.11.2013 | 18.10.2014 | 42  | 8  | 13 | 21 |
| Fabrizio Ravanelli | 11.12.1968 | 07.06.2013 | 02.11.2013 | 12  | 1  | 4  | 7  |
| Albert Emon        | 24.06.1953 | 21.12.2012 | 28.05.2013 | 21  | 4  | 9  | 8  |
| Alex Dupont        | 30.06.1954 | 22.06.2012 | 17.12.2012 | 19  | 5  | 6  | 8  |
| Olivier Pantaloni  | 13.12.1966 | 23.02.2009 | 13.06.2012 | 139 | 48 | 41 | 50 |
| José Pasqualetti   | 27.09.1956 | 01.09.2008 | 23.02.2009 | 22  | 6  | 5  | 11 |
| Gernot Rohr        | 28.06.1953 | 01.07.2007 | 30.08.2008 | 44  | 16 | 14 | 14 |
| Ruud Krol          | 24.03.1949 | 01.07.2006 | 30.06.2007 | 39  | 12 | 11 | 16 |
| José Pasqualetti   | 27.09.1956 | 12.01.2006 | 30.06.2006 | 10  | 3  | 1  | 6  |
| Rolland Courbis    | 12.08.1953 | 08.02.2005 | 11.01.2006 | 32  | 10 | 6  | 16 |
| Dominique Bijotat  | 03.01.1961 | 01.07.2002 | 21.09.2004 | 103 | 23 | 33 | 47 |
| Rolland Courbis    | 12.08.1953 | 01.07.2001 | 30.06.2002 | 39  | 20 | 12 | 7  |
| Baptiste Gentili   | 17.09.1957 | 01.07.1992 | 30.06.2001 | 117 | 40 | 30 | 47 |